# Hugues Landon
Hugues Landon (Cher, 26 de junio de 1930-Yvelines, 21 de julio de 2024) fue un jinete francés que compitió en la modalidad de concurso completo. Ganó una medalla de bronce en el Campeonato Europeo de Concurso Completo de 1959, en la prueba por equipos.

## Palmarés internacional
| Campeonato Europeo | Campeonato Europeo     | Campeonato Europeo | Campeonato Europeo |
| Año                | Lugar                  | Medalla            | Categoría          |
| ------------------ | ---------------------- | ------------------ | ------------------ |
| 1959               | Harewood (Reino Unido) | Medalla de bronce  | Por equipos        |